# Quick Charge

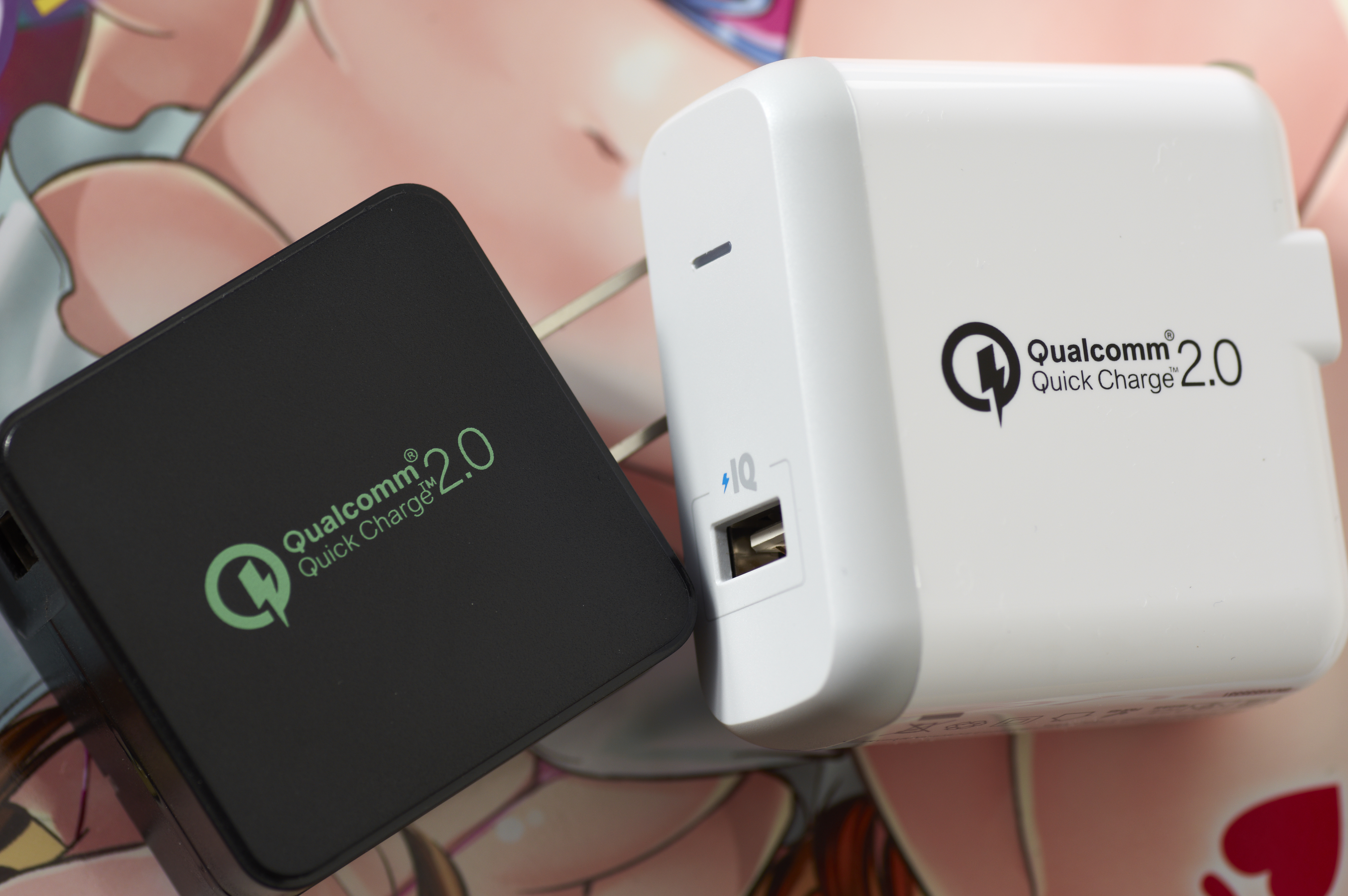
Fig.1 Ejemplos de cargadores USB con protocolo Quick Charge

Quick Charge (en español, Carga Rápida) es una tecnología de carga rápida de baterías para aquellos dispositivos dotados de procesadores Qualcomm Snapdragon. Es una de las tecnologías que pueden cargar más allá de los 5V 2A típicos de los cargadores USB. La tecnología Quick Charge fue creada por la empresa Qualcomm en 2013.
Las versiones Quick Charge 4.0 y 4.0+ son compatibles con el USB-PD implementado con los conectores reversibles USB-Type C.

## Detalles
Es una tecnología patentada que permite la carga de dispositivos alimentados por batería, principalmente teléfonos móviles, a niveles superiores a los típicos 5 voltios y 2 amperios que la mayoría de los estándares USB permiten. En 2012, el USB Implementers Forum (USB IF) anunció el lanzamiento de su estándar USB Power Delivery (USB PD) que permite a los dispositivos transferir hasta 100 vatios de potencia a través de puertos USB con capacidad suficiente. 
Desde Quick Charge v3.0 en adelante, la tecnología de gestión se ha denominado INOV  ( Negociación inteligente para un voltaje óptimo ) con versiones independientes que optimiza los niveles cuantificados de los voltajes de carga permitidos.
Quick Charge 4.0, anunciada en diciembre de 2016 junto con  Snapdragon 835; implementa medidas de seguridad adicionales para proteger contra la sobrecarga y el sobrecalentamiento, cumpliendo con las especificaciones USB-C y  USB Power Delivery (USB-PD).

## Compatibilidad entre sistemas
Otras compañías tienen sus propias tecnologías competitivas de carga rápida, entre ellas: MEIZU Mcharge, OPPO VOOC (con licencia cedida a OnePlus como Dash Charge),  Mediatek Pump Express, y Motorola TurboPower.
Para aprovechar la rapidez del sistema Quick Charge (o de cualquiera de los otros sistemas), tanto el cargador que proporciona la alimentación como el "dispositivo a cargar" deben estar preparados para carga rápida y deben ser compatibles entre sí, siguiendo un protocolo (diálogo) establecido de antemano: Conectando dos aparatos de estándares distintos -no compatibles entre sí- se consigue simplemente.. una carga lenta.

## Versiones Quick Charge
| Technologia       | Voltaje                                          | Corriente                                    | Max potencia | Fecha de salida | Procesador compatible                                                                          |
| ----------------- | ------------------------------------------------ | -------------------------------------------- | ------------ | --------------- | ---------------------------------------------------------------------------------------------- |
| Quick Charge 1.0  | 5V                                               | 2.A                                          | 10W          | 2013            | Snapdragon 600                                                                                 |
| Quick Charge 2.0  | 5V, 9V, 12V                                      | 2A, 2A, 1.67A                                | 18W          | 2015            | Snapdragon 200, 208, 210, 212, 400, 410, 412, 415, 425, 610, 615, 616, 800, 801, 805, 808, 810 |
| Quick Charge 3.0  | de 3.6V a 20V, dinámico con incrementos de 200mV | 5A (3.6v) hasta 0.9A (18v)                   | 18W          | 2016            | Snapdragon 427, 430,450, 435, 617, 620, 625, 626, 630,650, 652, 653,820, 821                   |
| Quick Charge 4.0  |                                                  |                                              | 27W          | 2017            | Snapdragon 636, 660, 835                                                                       |
| Quick Charge 4.0+ | 15% más rápido                                   | 30% más eficiencia 3 °C menos de temperatura | 45W?         | 2017            | Snapdragon 675, 710, 845                                                                       |

## Cargadores clase A y clase B
Los cargadores de clase A solo tienen tensiones de salida de 5V, 9V y 12V. Aplicaciones típicas son los teléfonos móviles y las tabletas.
Los cargadores de clase B llegan hasta 20V. Aplicaciones típicas son los ordenadores de sobremesa y los portátiles.
Prestaciones de la tecnología USB-PD rev.2:
| Potencia de salida (W) | Clase A     | Clase A     | Clase A     | Clase B   |
| Potencia de salida (W) | +5V         | +9V         | +12V        | +20V      |
| ---------------------- | ----------- | ----------- | ----------- | --------- |
| 0.5–15W                | 0.1–3.0A    | No          | No          | No        |
| 15–27W                 | 3.0A (15 W) | 1.7–3.0A    | No          | No        |
| 27–45W                 | 3.0A (15 W) | 3.0A (27 W) | 1.8–3.0A    | No        |
| 45–60W                 | 3.0A (15 W) | 3.0A (27 W) | 3.0A (45 W) | 2.25–3.0A |
| 60–100W                | 3.0A (15 W) | 3.0A (27 W) | 3.0A (45 W) | 3.0–5.0A  |

## Terminales Quick Charge
A 7 de febrero de 2019:
| Protocol                | Samsung | Xiaomi | LG                                          | HTC                                                   | ZTE                                                                           | ASUS                                                 | HP       | Motorola                                                                                  | Sony | BlackBerry                | Google  | Nokia                                 |
| ----------------------- | --- | --- | ------------------------------------------- | ----------------------------------------------------- | ----------------------------------------------------------------------------- | ---------------------------------------------------- | -------- | ----------------------------------------------------------------------------------------- | --- | ------------------------- | ------- | ------------------------------------- |
| Quick Charge 2.0        | Galaxy S7, Galaxy S7 Edge Galaxy Note 4 Galaxy Note 5 Galaxy A8 (KDDI Japón) Galaxy Note Edge Galaxy Note 9 Galaxy S5 (Japón) Galaxy S6 Galaxy S6+ Galaxy S8 Galaxy S8+ | Mi 3 mateo Mi 4c Mi Note Mi Note pro | G Flex2 V10 G4                              | One M9 Desire Eye One M8 Bolt Butterfly 2             | Axon Pro Axon Max Nubia My Prague Z9                                          | Transformer T100 Zenfone 2 Zenfone 3 Zenfone 3 Ultra |          | Moto G Turbo Edition Moto X Force Moto X Pure Edition Moto X Style New Moto X by Motorola | Xperia X Xperia X Performance Xperia Z4 Tablet Xperia Z2 (Japón) Xperia Z2 Tablet Xperia Z3 Xperia Z3 Compact Xperia Z3 Tablet Xperia Z3+ XPeria Z4 Xperia Z5 Xperia Z5 Compact Xperia Z5 Premium | Priv                      | Nexus 6 |                                       |
| Quick Charge 3.0        | | Mi A2 Mi Note 3 6X Mi 5s Mi 5s Plus Mi 6 Mi 8 Lite Mi 8 SE Mi Max Mi Max 2 Mi Max 3 Mi Note 2 Mi Note 3 Mi Mix Mi Mix 2 Black Shark Helo | G5 G6 V20 G7 Fit G7 One Isai Beat LGV34 V30 | U Ultra 10 Elite x3 One A9 U11 U11 Life U11 Plus U12+ | Nubia X Nubia Z11 Nubia Z11 Max Nubia Z11 MiniS Axon 7 Max Axon M Blade Z Max | ZenFone 3Deluxe                                      | Elite x3 | Moto g6 Play                                                                              | Xperia XZ Xperia XZ Premium Xperia XZ1 Xperia XZ1 Compact Xperia XZ2 Xperia XZ2 Compact | Evolve KEYone KEY2 KEY2LE |         | Nokia 6 (2018) Nokia 7 (2018) Nokia 8 |
| Quick Charge 4.0 y 4.0+ | Galaxy S8 Galaxy S8 Plus | Mi 6 Mi 8 Mi 8 Explorer Edition Mi 8 Pro Mi A2 Mi Mix 3 Poco F1                                                                          |                                             | H11                                                   | Axon pro 9 Nubia Z17 Nubia Z18                                                |                                                      |          |                                                                                           | Xperia XZ Premium |                           |         | 8 Sirocco                             |

## Cargadores USB Quick Charge
| Marca     | Nombre                                       | Protocolo        | Salidas | Potencia máxima                                    | Salida                                                           | Dimensiones         | Peso  |
| --------- | -------------------------------------------- | ---------------- | ------- | -------------------------------------------------- | ---------------------------------------------------------------- | ------------------- | ----- |
| Belkin    | Belkin F7U008vf05-WHT USB-C                  |                  | 1       | 15W                                                | 5V/3A (15W)                                                      | 3,8 x 6,6 x 5,5 cm  | 50 g  |
| Google    | 18W USB-C Power Adapter                      |                  | 1       | 18W                                                |                                                                  | 6,9 x 4,1 x 2,5 cm  |       |
| Transmart | WC1T EU                                      | Quick Charge 3.0 | 1       | 18W                                                | 5V/3A (15W) 9V/2A (18W) 12V/1,5A (18W)                           | 10,2 x 8,6 x 3,8 cm | 100 g |
| AUKEY     | AUKEY Quick Charge 3.0 USB A                 | Quick Charge 3.0 | 1       | 18W                                                | 5V/3A (15W) 9V/2A (18W) 12V/1,5A (18W)                           | 15 x 10 x 3 cm      | 159 g |
| Google    | 18W USB-C Power Adapter                      | USB-PD, Type-C   | 1       | 18W                                                |                                                                  | 7 x 4 x 2,5 cm      |       |
| Verizon   | Verizon’s USB Type-C charger                 | Quick Charge 3.0 | 1       | 24W                                                | 5V/3A (15W) 7V/3A (21W) 8V/3A (24W) 9V/2.7A (24,3W) 12V/2A (24W) | 4 x 4 x 5 cm        |       |
| Google    | Universal 22.5W Dual Port USB Type-C Charger | USB-PD, Type-C   | 2       | 22,5W (suma de los dos puertos) 15W en cada puerto |                                                                  | 4,8 x 4,8 x 3,2 cm  |       |
| ANKER     | Anker Quick Charge 3.0                       | Quick Charge 3.0 | 1       | 24W                                                |                                                                  | 5,3 x 5,6 x ? cm    |       |
| Apple     | Apple 29W USB-C Power Adapter                |                  | 1       | 29W                                                | 5,2V/2,4 (12,5W) 14.5V/2A (29W)                                  |                     |       |
| dodocool  | dodocool DA66 30W USB                        | USB-PD, Type-C   | 1       | 30W                                                | 5V/3A (15W) 9V/3A (27W) 15V/2A (30W) 20V/1,5A(30W)               | 5,5 x 6 x 2,9 cm    |       |
| Google    | Universal Type-C Charger, 60W                |                  | 1       | 60W                                                | 5V/3A (15W) 12V/3A (36W) 20V/3A (60W)                            |                     | 350 g |
| Apple     | 61W USB-C Power Adapter                      |                  |         | 61W                                                |                                                                  |                     |       |
| Apple     | 87W USB-C Power Adapter                      |                  |         | 87W                                                |                                                                  |                     |       |

## Circuitos Integrados Quick Charge
Circuitos Integrados que permiten implementar el protocolo Quick Charge (a 31 de marzo de 2017) :
| Fabricante         | Referencia                                  | Descripción                                    | Propiedades                                    | Protocolo                           |
| ------------------ | ------------------------------------------- | ---------------------------------------------- | ---------------------------------------------- | ----------------------------------- |
| Cypress            | CYPD2134                                    | Controlador USB Type-                          | Procesador 48-MHz ARM Cortex-M0 CPU (32MB/4KB) | Cualquiera por firmware             |
| Power Integrations | CHY103                                      | IC cargador USB de interfaz capa física        | ASIC                                           | Quick Charge 3.0, Clase A y Clase B |
| Texas Instrumentos | TPS65983B                                   | Controlador Puerto USB-PD y USB-               | ASIC                                           | USB-PD 2.0 y 3.0                    |
| Weltrend           | WT6632F                                     | Controlador Puerto USB-PD                      | Procesador                                     | USB-PD 3.0                          |
| Qualcomm           | SMB1380 SMB1381                             | Conjuntamente con el procesador Snapdragon 835 | Procesador                                     | Quick Charge 4.0                    |
| ROHM               | BM92T10MWV BM92T20MWV BM92T30MWV BM92T50MWV | Controlador USB-PD                             | ASIC                                           | USB-PD 2.0                          |
| ST                 | STM32F072RBT6                               | Microprocesador                                | Procesador                                     | Cualquiera por firmware             |